# Sarah Melany Fajmonová
Sarah Melany Fajmonová (* 9. März 2007) ist eine tschechische Tennisspielerin.

## Karriere
Fajmonová begann bereits im Alter von vier Jahren mit dem Tennis und spielt bislang vor allem Turniere der ITF Junior Tour und der ITF Women’s World Tennis Tour, wo sie bislang einen Titel im Einzel gewann.
2022 gewann sie bei der 16. ITF Luzern U18 Competition.
Bei den Australian Open 2025 verlor sie in der ersten Runde des Hauptfeldes im Juniorinneneinzel gegen Teodora Kostović mit 4:6 und 4:6. Im Juniorinnendoppel erreichte sie mit ihrer Partnerin Alana Subasic mit einem 7:62 und 6:1 Sieg gegen Mika Buchnik und Aspen Schuman das Achtelfinale, wo die beiden dann gegen die Schwestern Annika und Kristina Penickova mit 5:7 und 3:6 verloren.
In der tschechischen Liga spielte sie von 2018 bis 2023 für den TK Neridé und ab 2023 für den I.ČLTK Praha.

## Turniersiege

### Einzel
| Nr. | Datum          | Turnier | Kategorie | Belag | Finalgegnerin | Ergebnis |
| --- | -------------- | ------- | --------- | ----- | ------------- | -------- |
| 1.  | 27. April 2025 | Antalya | ITF W15   | Sand  | Yūki Naitō    | 7:5, 6:1 |

## Abschneiden bei Grand-Slam-Turnieren

### Juniorinneneinzel
| Turnier         | 2025 | Karriere |
| --------------- | ---- | -------- |
| Australian Open | 1    | 1        |
| French Open     | VF   | VF       |
| Wimbledon       | 1    | 1        |
| US Open         |      | —        |

Zeichenerklärung: S = Turniersieg; F, HF, VF, AF = Einzug ins Finale / Halbfinale / Viertelfinale / Achtelfinale; 1, 2, 3 = Ausscheiden in der 1. / 2. / 3. Hauptrunde; nicht ausgetragen

### Juniorinnendoppel
| Turnier         | 2025 | Karriere |
| --------------- | ---- | -------- |
| Australian Open | AF   | AF       |
| French Open     | 1    | 1        |
| Wimbledon       | VF   | VF       |
| US Open         |      | —        |